# Domas
Pour les articles homonymes, voir Domat (homonymie).
Domas, nom de plume de Dominique Malinas, est un auteur français de bande dessinée né le 22 juin 1973.

## Biographie
Après une maîtrise de mathématiques,  Dominique Malinas décide de faire de la bande dessinée sous le pseudonyme de Domas.
Il devient dessinateur de presse dans Mickey, Télé 7 Jeux, Marseille l'hebdo, Info fax, Écho Magazine, Fanz'yo, Ventilo, et le scénariste de Bruno Bessadi pour la série 2 gars 2 mars, publiée dans Marseille l’hebdo de 2000 à 2006.
Son premier album pourvu d'un ISBN est Les Love-Love. Cet album est vendu uniquement par correspondance ou bien lors de festivals et il ne connait jamais les librairies.
En 2000, il signe son premier album professionnel pourvu d'un ISBN et vendu en librairie, Voltige et Ratatouille T.6: Voltige se marie. 
Grâce à sa collaboration avec Bruno Bessadi sur une série de strips publiés dans l'Hebdo (2Gars2Mars), Domas intègre le Zarmatelier en 2003 (une association d'auteurs de bande dessinée).
En 2005, son premier album sous un format traditionnel (48 pages couleurs et cartonnés) La vie en Rouge T1, éditions La Boîte à Bulles paraît. Clément Baloup est le scénariste et Domas le dessinateur.
Il collabore avec un collectif de dessinateurs pour la réalisation de plusieurs bandes dessinées sur des personnalités connues internationalement. Ainsi Bob Marley en BD, (juin 2009), The Rolling Stones en BD (avril 2010) et Nirvana en BD , (novembre 2009) sont publiés aux éditions Petit à Petit. 
Son album Souvenirs de moments uniques a été librement adapté au théâtre à travers la pièce Dans ta bulle de Jocelyn Flipo en 2011.
Avec Richard Di Martino , il propose l'idée de la création de la collection Pouss' de Bamboo à Olivier Sulpice qui accepte. En 2011, la collection Pouss' de Bamboo est créée et Domas et Richard Di Martino sont nommés directeurs de la collection. Cette collection a pour but d'adapter en bandes-dessinées muettes des contes pour enfants (Jack et le Haricot magique, La princesse au petit pois,...). Mais la collection peine à trouver son public et s'arrête en 2019.

## Œuvres
- Les Love-Love, Les Beatniks de l'espace, aux éditions Les Crevettes au Pastis, entre 1997 et 2000 dans le fanzine Zoumaï et de nombreux autres (Le dernier Neurone, Allo les Pompiers, Kontagion)
- Voltige et Ratatouille T.6 : Voltige se marie, éditions 13 étrange, 2000
- Les aventures de Ambre et Arno, 3 tomes parus aux éditions du Verseau, en 1998, 1999, 2001
- Dictionnaire de la langue des signes française - ABC...LSF, éditions Monica Companys
- La Vie en rouge T1, 2005, éditions La Boîte à bulles
- La Vie en rouge T2, 2005, éditions La Boîte à bulles.
- Ambre & Arnaud, l'intégrale, 2005, éditions Monica Companys
- Litost, 2008, éditions La Boîte à bulles
- 3 minutes, 2009, éditions La Boîte à bulles
- Tels pères, telles filles, 2011, éditions Vents d'ouest
- Le Petit Chaperon rouge, avec Hélène Beney (scénario) et Sylvie Bonino (couleur), 2011, réédition 2016, éditions Bamboo[10]
- Souvenirs de moments uniques, 2011, éditions La Boîte à bulles
- Jack et le Haricot magique, avec Hélène Beney (scénario) et Sylvie Bonino (couleur), 2012, éditions Bamboo[11],[12]
- La Princesse au petit pois, avec Hélène Beney (scénario) et Sylvie Bonino (couleur), 2012, éditions Bamboo[13],[14]
- Le petit garçon qui criait au loup, avec Hélène Beney (scénario) et Sylvie Bonino (couleur), 2014, éditions Bamboo[15],[16],[17]
- Anton l'éléphant peintre, Thomas Scotto et Domas, couleurs Christian Lerolle, Bamboo, 2016
- Le Syndrome du petit pois, sur l'atrophie corticale postérieure éditions La Boîte à bulles Mars 2016
- Jan des cavernes, scénario Antoine Meunier-Gachkel, Bamboo Édition, 2018